# Copa Libertadores 1997
La Copa Libertadores 1997 fue la trigésima octava edición del torneo de clubes más importante de América del Sur, organizado por la Confederación Sudamericana de Fútbol, en la que participaron equipos de diez países sudamericanos: Argentina, Bolivia, Brasil, Chile, Colombia, Ecuador, Paraguay, Perú, Uruguay y Venezuela.
Cruzeiro de Brasil consiguió su segundo título en la competición, con la particular marca de ser el único equipo en la historia de la copa en haberse consagrado campeón perdiendo sus primeros tres partidos. Por ello, disputó la Copa Intercontinental 1997 ante Borussia Dortmund de Alemania y la Recopa Sudamericana 1998 contra River Plate de Argentina. Se clasificó, también, a los octavos de final de la Copa Libertadores 1998.

## Formato
El campeón vigente accedió de manera directa a las fases finales, mientras que los 20 equipos restantes disputaron la Fase de grupos. En ella, los clubes fueron divididos en cinco grupos de 4 equipos cada uno de acuerdo a sus países de origen, de manera que los dos representantes de una misma asociación nacional debían caer en la misma zona. Los tres primeros de cada uno de los cinco grupos clasificaron a los octavos de final, en donde se les unió el campeón vigente, iniciándose a partir de esta instancia el sistema de eliminación directa, que pasó posteriormente por los cuartos de final, las semifinales y la final, en la que se declaró al campeón.
|                             |                             | Equipos que entran en esta fase                                                                          | Equipos que provienen de la fase anterior                                                                                     |
| --------------------------- | --------------------------- | --- | --- |
| Fase de grupos (20 equipos) | Fase de grupos (20 equipos) | - 2 equipos de Argentina, Bolivia, Brasil, Chile, Colombia, Ecuador, Paraguay, Perú, Uruguay y Venezuela | |
| Fases finales (16 equipos)  | Fases finales (16 equipos)  | - 1 equipo, campeón de la Copa Libertadores 1996                                                         | - 5 equipos primeros de la Fase de grupos - 5 equipos segundos de la Fase de grupos - 5 equipos terceros de la Fase de grupos |

## Equipos participantes
| País                                | Equipo                                  | Vía de clasificación |
| ----------------------------------- | --------------------------------------- | --- |
| Argentina 2 cupos + campeón vigente | River Plate Vélez Sarsfield Racing Club | Campeón de la Copa Libertadores 1996 Campeón del Torneo Apertura 1995 y del Torneo Clausura 1996 Ganador del partido entre los subcampeones del Torneo Apertura 1995 y del Torneo Clausura 1996 |
| Bolivia 2 cupos                     | Bolívar Oriente Petrolero               | Campeón del Campeonato de Primera División 1996 Subcampeón del Campeonato de Primera División 1996                                                                                              |
| Brasil 2 cupos                      | Grêmio Cruzeiro                         | Campeón del Campeonato Brasileño de 1996 Campeón de la Copa de Brasil 1996 |
| Chile 2 cupos                       | Colo-Colo Universidad Católica          | Campeón del Campeonato de Primera División 1996 Ganador de la Liguilla Pre-Libertadores 1996 |
| Colombia 2 cupos                    | Deportivo Cali Millonarios              | Campeón del Campeonato Colombiano 1995-96 Subcampeón del Campeonato Colombiano 1995-96 |
| Ecuador 2 cupos                     | El Nacional Emelec                      | Campeón del Campeonato Ecuatoriano de 1996 Subcampeón del Campeonato Ecuatoriano de 1996 |
| Paraguay 2 cupos                    | Cerro Porteño Guaraní                   | Campeón del Campeonato Paraguayo de 1996 Subcampeón del Campeonato Paraguayo de 1996 |
| Perú 2 cupos                        | Sporting Cristal Alianza Lima           | Campeón del Campeonato Descentralizado 1996 Ganador de la Liguilla Pre-Libertadores 1997 |
| Uruguay 2 cupos                     | Nacional Peñarol                        | 1.º puesto de la Liguilla Pre-Libertadores de 1996 2.º puesto de la Liguilla Pre-Libertadores de 1996                                                                                           |
| Venezuela 2 cupos                   | Minervén Mineros de Guayana             | Campeón de la Primera División Venezolana 1995-96 Subcampeón de la Primera División Venezolana 1995-96                                                                                          |

### Distribución geográfica de los equipos
Distribución geográfica de las sedes de los equipos participantes:

## Fase de grupos

### Grupo 1
| Equipo            | Pts. | PJ | PG | PE | PP | GF | GC | DG |
| ----------------- | ---- | -- | -- | -- | -- | -- | -- | -- |
| Bolívar           | 10   | 6  | 3  | 1  | 2  | 15 | 10 | 5  |
| Oriente Petrolero | 8    | 6  | 2  | 2  | 2  | 9  | 10 | –1 |
| Guaraní           | 8    | 6  | 2  | 2  | 2  | 8  | 11 | –3 |
| Cerro Porteño     | 7    | 6  | 2  | 1  | 3  | 7  | 8  | –1 |

| \| Fecha \| Lugar \| Local \| Resultado \| Visitante \| \| ------------- \| ---------- \| ----------------- \| --------- \| ----------------- \| \| 19 de febrero \| Asunción \| Guaraní \| 1:0 \| Cerro Porteño \| \| 19 de febrero \| Santa Cruz \| Oriente Petrolero \| 0:4 \| Bolívar \| \| 25 de febrero \| Santa Cruz \| Oriente Petrolero \| 4:1 \| Guaraní \| \| 28 de febrero \| La Paz \| Bolívar \| 4:1 \| Guaraní \| \| 4 de marzo \| Cochabamba \| Oriente Petrolero \| 1:0 \| Cerro Porteño \| \| 7 de marzo \| La Paz \| Bolívar \| 3:1 \| Cerro Porteño \| \| 12 de marzo \| Asunción \| Cerro Porteño \| 2:2 \| Guaraní \| \| 12 de marzo \| La Paz \| Bolívar \| 3:3 \| Oriente Petrolero \| \| 18 de marzo \| Asunción \| Guaraní \| 0:0 \| Oriente Petrolero \| \| 21 de marzo \| Asunción \| Cerro Porteño \| 2:1 \| Oriente Petrolero \| \| 8 de abril \| Asunción \| Guaraní \| 3:1 \| Bolívar \| \| 11 de abril \| Asunción \| Cerro Porteño \| 2:0 \| Bolívar \| |            |                   |           |                   |
| Fecha | Lugar      | Local             | Resultado | Visitante         |
| 19 de febrero | Asunción   | Guaraní           | 1:0       | Cerro Porteño     |
| 19 de febrero | Santa Cruz | Oriente Petrolero | 0:4       | Bolívar           |
| 25 de febrero | Santa Cruz | Oriente Petrolero | 4:1       | Guaraní           |
| 28 de febrero | La Paz     | Bolívar           | 4:1       | Guaraní           |
| 4 de marzo | Cochabamba | Oriente Petrolero | 1:0       | Cerro Porteño     |
| 7 de marzo | La Paz     | Bolívar           | 3:1       | Cerro Porteño     |
| 12 de marzo | Asunción   | Cerro Porteño     | 2:2       | Guaraní           |
| 12 de marzo | La Paz     | Bolívar           | 3:3       | Oriente Petrolero |
| 18 de marzo | Asunción   | Guaraní           | 0:0       | Oriente Petrolero |
| 21 de marzo | Asunción   | Cerro Porteño     | 2:1       | Oriente Petrolero |
| 8 de abril | Asunción   | Guaraní           | 3:1       | Bolívar           |
| 11 de abril | Asunción   | Cerro Porteño     | 2:0       | Bolívar           |

### Grupo 2
| Equipo          | Pts. | PJ | PG | PE | PP | GF | GC | DG |
| --------------- | ---- | -- | -- | -- | -- | -- | -- | -- |
| Vélez Sarsfield | 13   | 6  | 4  | 1  | 1  | 10 | 5  | 5  |
| El Nacional     | 9    | 6  | 3  | 0  | 3  | 5  | 7  | –2 |
| Racing Club     | 7    | 6  | 2  | 1  | 3  | 7  | 7  | 0  |
| Emelec          | 5    | 6  | 1  | 2  | 3  | 7  | 10 | –3 |

| \| Fecha \| Lugar \| Local \| Resultado \| Visitante \| \| ------------- \| ------------ \| --------------- \| --------- \| --------------- \| \| 19 de febrero \| Guayaquil \| Emelec \| 2:1 \| El Nacional \| \| 19 de febrero \| Avellaneda \| Racing Club \| 1:2 \| Vélez Sarsfield \| \| 26 de febrero \| Quito \| El Nacional \| 1:0 \| Vélez Sarsfield \| \| 27 de febrero \| Guayaquil \| Emelec \| 2:2 \| Racing Club \| \| 2 de marzo \| Quito \| El Nacional \| 2:0 \| Racing Club \| \| 2 de marzo \| Guayaquil \| Emelec \| 2:3 \| Vélez Sarsfield \| \| 12 de marzo \| Quito \| El Nacional \| 1:0 \| Emelec \| \| 12 de marzo \| Buenos Aires \| Vélez Sarsfield \| 1:0 \| Racing Club \| \| 18 de marzo \| Buenos Aires \| Vélez Sarsfield \| 3:0 \| El Nacional \| \| 21 de marzo \| Avellaneda \| Racing Club \| 2:0 \| El Nacional \| \| 5 de abril \| Buenos Aires \| Vélez Sarsfield \| 1:1 \| Emelec \| \| 8 de abril \| Avellaneda \| Racing Club \| 2:0 \| Emelec \| |              |                 |           |                 |
| Fecha | Lugar        | Local           | Resultado | Visitante       |
| 19 de febrero | Guayaquil    | Emelec          | 2:1       | El Nacional     |
| 19 de febrero | Avellaneda   | Racing Club     | 1:2       | Vélez Sarsfield |
| 26 de febrero | Quito        | El Nacional     | 1:0       | Vélez Sarsfield |
| 27 de febrero | Guayaquil    | Emelec          | 2:2       | Racing Club     |
| 2 de marzo | Quito        | El Nacional     | 2:0       | Racing Club     |
| 2 de marzo | Guayaquil    | Emelec          | 2:3       | Vélez Sarsfield |
| 12 de marzo | Quito        | El Nacional     | 1:0       | Emelec          |
| 12 de marzo | Buenos Aires | Vélez Sarsfield | 1:0       | Racing Club     |
| 18 de marzo | Buenos Aires | Vélez Sarsfield | 3:0       | El Nacional     |
| 21 de marzo | Avellaneda   | Racing Club     | 2:0       | El Nacional     |
| 5 de abril | Buenos Aires | Vélez Sarsfield | 1:1       | Emelec          |
| 8 de abril | Avellaneda   | Racing Club     | 2:0       | Emelec          |

### Grupo 3
| Equipo               | Pts. | PJ | PG | PE | PP | GF | GC | DG  |
| -------------------- | ---- | -- | -- | -- | -- | -- | -- | --- |
| Colo-Colo            | 16   | 6  | 5  | 1  | 0  | 12 | 4  | 8   |
| Universidad Católica | 8    | 6  | 2  | 2  | 2  | 15 | 6  | 9   |
| Minervén             | 7    | 6  | 2  | 1  | 3  | 3  | 9  | –6  |
| Mineros de Guayana   | 2    | 6  | 0  | 2  | 4  | 2  | 13 | –11 |

| \| Fecha \| Lugar \| Local \| Resultado \| Visitante \| \| ------------- \| -------------- \| -------------------- \| --------- \| -------------------- \| \| 19 de febrero \| Ciudad Guayana \| Mineros de Guayana \| 0:0 \| Minervén \| \| 19 de febrero \| Santiago \| Universidad Católica \| 2:2 \| Colo-Colo \| \| 25 de febrero \| Santiago \| Universidad Católica \| 6:0 \| Mineros de Guayana \| \| 27 de febrero \| Santiago \| Colo-Colo \| 1:0 \| Mineros de Guayana \| \| 4 de marzo \| Santiago \| Universidad Católica \| 6:0 \| Minervén \| \| 6 de marzo \| Santiago \| Colo-Colo \| 1:0 \| Minervén \| \| 12 de marzo \| Ciudad Guayana \| Minervén \| 1:0 \| Mineros de Guayana \| \| 12 de marzo \| Santiago \| Colo-Colo \| 2:0 \| Universidad Católica \| \| 18 de marzo \| Ciudad Guayana \| Mineros de Guayana \| 1:1 \| Universidad Católica \| \| 20 de marzo \| Ciudad Guayana \| Minervén \| 1:0 \| Universidad Católica \| \| 25 de marzo \| Ciudad Guayana \| Mineros de Guayana \| 1:4 \| Colo-Colo \| \| 27 de marzo \| Ciudad Guayana \| Minervén \| 1:2 \| Colo-Colo \| |                |                      |           |                      |
| Fecha | Lugar          | Local                | Resultado | Visitante            |
| 19 de febrero | Ciudad Guayana | Mineros de Guayana   | 0:0       | Minervén             |
| 19 de febrero | Santiago       | Universidad Católica | 2:2       | Colo-Colo            |
| 25 de febrero | Santiago       | Universidad Católica | 6:0       | Mineros de Guayana   |
| 27 de febrero | Santiago       | Colo-Colo            | 1:0       | Mineros de Guayana   |
| 4 de marzo | Santiago       | Universidad Católica | 6:0       | Minervén             |
| 6 de marzo | Santiago       | Colo-Colo            | 1:0       | Minervén             |
| 12 de marzo | Ciudad Guayana | Minervén             | 1:0       | Mineros de Guayana   |
| 12 de marzo | Santiago       | Colo-Colo            | 2:0       | Universidad Católica |
| 18 de marzo | Ciudad Guayana | Mineros de Guayana   | 1:1       | Universidad Católica |
| 20 de marzo | Ciudad Guayana | Minervén             | 1:0       | Universidad Católica |
| 25 de marzo | Ciudad Guayana | Mineros de Guayana   | 1:4       | Colo-Colo            |
| 27 de marzo | Ciudad Guayana | Minervén             | 1:2       | Colo-Colo            |

### Grupo 4
| Equipo           | Pts. | PJ | PG | PE | PP | GF | GC | DG |
| ---------------- | ---- | -- | -- | -- | -- | -- | -- | -- |
| Grêmio           | 12   | 6  | 4  | 0  | 2  | 10 | 3  | 7  |
| Cruzeiro         | 9    | 6  | 3  | 0  | 3  | 6  | 5  | 1  |
| Sporting Cristal | 8    | 6  | 2  | 2  | 2  | 4  | 5  | –1 |
| Alianza Lima     | 5    | 6  | 1  | 2  | 3  | 2  | 9  | –7 |

| \| Fecha \| Lugar \| Local \| Resultado \| Visitante \| \| ------------- \| -------------- \| ---------------- \| --------- \| ---------------- \| \| 19 de febrero \| Belo Horizonte \| Cruzeiro \| 1:2 \| Grêmio \| \| 19 de febrero \| Lima \| Alianza Lima \| 0:0 \| Sporting Cristal \| \| 25 de febrero \| Lima \| Alianza Lima \| 1:0 \| Cruzeiro \| \| 28 de febrero \| Lima \| Sporting Cristal \| 1:0 \| Cruzeiro \| \| 4 de marzo \| Lima \| Alianza Lima \| 0:4 \| Grêmio \| \| 7 de marzo \| Lima \| Sporting Cristal \| 1:0 \| Grêmio \| \| 12 de marzo \| Porto Alegre \| Grêmio \| 0:1 \| Cruzeiro \| \| 12 de marzo \| Lima \| Sporting Cristal \| 1:1 \| Alianza Lima \| \| 18 de marzo \| Belo Horizonte \| Cruzeiro \| 2:0 \| Alianza Lima \| \| 21 de marzo \| Porto Alegre \| Grêmio \| 2:0 \| Alianza Lima \| \| 11 de abril \| Belo Horizonte \| Cruzeiro \| 2:1 \| Sporting Cristal \| \| 15 de abril \| Porto Alegre \| Grêmio \| 2:0 \| Sporting Cristal \| |                |                  |           |                  |
| Fecha | Lugar          | Local            | Resultado | Visitante        |
| 19 de febrero | Belo Horizonte | Cruzeiro         | 1:2       | Grêmio           |
| 19 de febrero | Lima           | Alianza Lima     | 0:0       | Sporting Cristal |
| 25 de febrero | Lima           | Alianza Lima     | 1:0       | Cruzeiro         |
| 28 de febrero | Lima           | Sporting Cristal | 1:0       | Cruzeiro         |
| 4 de marzo | Lima           | Alianza Lima     | 0:4       | Grêmio           |
| 7 de marzo | Lima           | Sporting Cristal | 1:0       | Grêmio           |
| 12 de marzo | Porto Alegre   | Grêmio           | 0:1       | Cruzeiro         |
| 12 de marzo | Lima           | Sporting Cristal | 1:1       | Alianza Lima     |
| 18 de marzo | Belo Horizonte | Cruzeiro         | 2:0       | Alianza Lima     |
| 21 de marzo | Porto Alegre   | Grêmio           | 2:0       | Alianza Lima     |
| 11 de abril | Belo Horizonte | Cruzeiro         | 2:1       | Sporting Cristal |
| 15 de abril | Porto Alegre   | Grêmio           | 2:0       | Sporting Cristal |

### Grupo 5
| Equipo         | Pts. | PJ | PG | PE | PP | GF | GC | DG |
| -------------- | ---- | -- | -- | -- | -- | -- | -- | -- |
| Peñarol        | 12   | 6  | 4  | 0  | 2  | 12 | 10 | 2  |
| Millonarios    | 10   | 6  | 3  | 1  | 2  | 10 | 8  | 2  |
| Nacional       | 7    | 6  | 2  | 1  | 3  | 6  | 9  | –3 |
| Deportivo Cali | 5    | 6  | 1  | 2  | 3  | 9  | 10 | –1 |

| \| Fecha \| Lugar \| Local \| Resultado \| Visitante \| \| ------------- \| ---------- \| -------------- \| --------- \| -------------- \| \| 26 de febrero \| Cali \| Deportivo Cali \| 1:2 \| Millonarios \| \| 27 de febrero \| Montevideo \| Nacional \| 1:4 \| Peñarol \| \| 4 de marzo \| Montevideo \| Nacional \| 1:2 \| Millonarios \| \| 7 de marzo \| Montevideo \| Peñarol \| 2:1 \| Millonarios \| \| 11 de marzo \| Cali \| Deportivo Cali \| 2:0 \| Peñarol \| \| 14 de marzo \| Bogotá \| Millonarios \| 1:2 \| Peñarol \| \| 19 de marzo \| Montevideo \| Peñarol \| 0:2 \| Nacional \| \| 19 de marzo \| Bogotá \| Millonarios \| 2:2 \| Deportivo Cali \| \| 8 de abril \| Cali \| Deportivo Cali \| 0:1 \| Nacional \| \| 11 de abril \| Bogotá \| Millonarios \| 2:0 \| Nacional \| \| 15 de abril \| Montevideo \| Nacional \| 1:1 \| Deportivo Cali \| \| 18 de abril \| Montevideo \| Peñarol \| 4:3 \| Deportivo Cali \| |            |                |           |                |
| Fecha | Lugar      | Local          | Resultado | Visitante      |
| 26 de febrero | Cali       | Deportivo Cali | 1:2       | Millonarios    |
| 27 de febrero | Montevideo | Nacional       | 1:4       | Peñarol        |
| 4 de marzo | Montevideo | Nacional       | 1:2       | Millonarios    |
| 7 de marzo | Montevideo | Peñarol        | 2:1       | Millonarios    |
| 11 de marzo | Cali       | Deportivo Cali | 2:0       | Peñarol        |
| 14 de marzo | Bogotá     | Millonarios    | 1:2       | Peñarol        |
| 19 de marzo | Montevideo | Peñarol        | 0:2       | Nacional       |
| 19 de marzo | Bogotá     | Millonarios    | 2:2       | Deportivo Cali |
| 8 de abril | Cali       | Deportivo Cali | 0:1       | Nacional       |
| 11 de abril | Bogotá     | Millonarios    | 2:0       | Nacional       |
| 15 de abril | Montevideo | Nacional       | 1:1       | Deportivo Cali |
| 18 de abril | Montevideo | Peñarol        | 4:3       | Deportivo Cali |

## Fases finales

### Cuadro de desarrollo
|  | Octavos de final          | Octavos de final          | Octavos de final          | Octavos de final          | Octavos de final          |   |                  | Cuartos de final         | Cuartos de final         | Cuartos de final         | Cuartos de final         | Cuartos de final         |  |                  | Semifinales       | Semifinales       | Semifinales       | Semifinales       | Semifinales       |  |          | Final            | Final            | Final            | Final            | Final            |  |
|  | 23 de abril al 14 de mayo | 23 de abril al 14 de mayo | 23 de abril al 14 de mayo | 23 de abril al 14 de mayo | 23 de abril al 14 de mayo |   |                  | 21 de mayo al 3 de junio | 21 de mayo al 3 de junio | 21 de mayo al 3 de junio | 21 de mayo al 3 de junio | 21 de mayo al 3 de junio |  |                  | 23 al 30 de julio | 23 al 30 de julio | 23 al 30 de julio | 23 al 30 de julio | 23 al 30 de julio |  |          | 6 y 13 de agosto | 6 y 13 de agosto | 6 y 13 de agosto | 6 y 13 de agosto | 6 y 13 de agosto |  |
|  |                           |                           |                           |                           |                           |   |                  |                          |                          |                          |                          |                          |  |                  |                   |                   |                   |                   |                   |  |          |                  |                  |                  |                  |                  |  |
|  |                           |                           |                           |                           |                           |   |                  |                          |                          |                          |                          |                          |  |                  |                   |                   |                   |                   |                   |  |          |                  |                  |                  |                  |                  |  |
|  | G3 1                      | Colo-Colo                 | 3                         | 1                         | 4                         |   |                  |                          |                          |                          |                          |                          |  |                  |                   |                   |                   |                   |                   |  |          |                  |                  |                  |                  |                  |  |
|  | G3 1                      | Colo-Colo                 | 3                         | 1                         | 4                         |   |                  |                          |                          |                          |                          |                          |  |                  |                   |                   |                   |                   |                   |  |          |                  |                  |                  |                  |                  |  |
|  | G5 3                      | Nacional                  | 1                         | 2                         | 3                         |   |                  |                          |                          |                          |                          |                          |  |                  |                   |                   |                   |                   |                   |  |          |                  |                  |                  |                  |                  |  |
|  | G5 3                      | Nacional                  | 1                         | 2                         | 3                         |   | Colo-Colo        | Colo-Colo                | 1                        | 3                        | 4                        |                          |  |                  |                   |                   |                   |                   |                   |  |          |                  |                  |                  |                  |                  |  |
|  |                           |                           |                           |                           |                           |   | Colo-Colo        | Colo-Colo                | 1                        | 3                        | 4                        |                          |  |                  |                   |                   |                   |                   |                   |  |          |                  |                  |                  |                  |                  |  |
|  |                           |                           | Universidad Católica      | Universidad Católica      | 2                         | 1 | 3                |                          |                          |                          |                          |                          |  |                  |                   |                   |                   |                   |                   |  |          |                  |                  |                  |                  |                  |  |
|  | G1 2                      | Oriente Petrolero         | Universidad Católica      | Universidad Católica      | 2                         | 1 | 3                | 0                        | 1                        | 1                        |                          |                          |  |                  |                   |                   |                   |                   |                   |  |          |                  |                  |                  |                  |                  |  |
|  | G1 2                      | Oriente Petrolero         |                           |                           |                           |   |                  |                          |                          | 1                        |                          |                          |  |                  |                   |                   |                   |                   |                   |  |          |                  |                  |                  |                  |                  |  |
|  | G3 2                      | Universidad Católica      | 4                         | 5                         | 9                         |   |                  |                          |                          |                          |                          |                          |  |                  |                   |                   |                   |                   |                   |  |          |                  |                  |                  |                  |                  |  |
|  | G3 2                      | Universidad Católica      | 4                         | 5                         | 9                         |   |                  |                          |                          |                          |                          |                          |  | Colo-Colo        | Colo-Colo         | 0                 | 3                 | 3 (1)             |                   |  |          |                  |                  |                  |                  |                  |  |
|  |                           |                           |                           |                           |                           |   |                  |                          |                          |                          |                          |                          |  | Colo-Colo        | Colo-Colo         | 0                 | 3                 | 3 (1)             |                   |  |          |                  |                  |                  |                  |                  |  |
|  |                           |                           | Cruzeiro (p.)             | Cruzeiro (p.)             | 1                         | 2 | 3 (4)            |                          |                          |                          |                          |                          |  |                  |                   |                   |                   |                   |                   |  |          |                  |                  |                  |                  |                  |  |
|  | G4 1                      | Grêmio (p.)               | Cruzeiro (p.)             | Cruzeiro (p.)             | 1                         | 2 | 3 (4)            | 1                        | 2                        | 3 (2)                    |                          |                          |  |                  |                   |                   |                   |                   |                   |  |          |                  |                  |                  |                  |                  |  |
|  | G4 1                      | Grêmio (p.)               |                           |                           |                           |   |                  |                          |                          | 3 (2)                    |                          |                          |  |                  |                   |                   |                   |                   |                   |  |          |                  |                  |                  |                  |                  |  |
|  | G1 3                      | Guaraní                   | 2                         | 1                         | 3 (1)                     |   |                  |                          |                          |                          |                          |                          |  |                  |                   |                   |                   |                   |                   |  |          |                  |                  |                  |                  |                  |  |
|  | G1 3                      | Guaraní                   | 2                         | 1                         | 3 (1)                     |   | Grêmio           | Grêmio                   | 0                        | 2                        | 2                        |                          |  |                  |                   |                   |                   |                   |                   |  |          |                  |                  |                  |                  |                  |  |
|  |                           |                           |                           |                           |                           |   | Grêmio           | Grêmio                   | 0                        | 2                        | 2                        |                          |  |                  |                   |                   |                   |                   |                   |  |          |                  |                  |                  |                  |                  |  |
|  |                           |                           | Cruzeiro                  | Cruzeiro                  | 2                         | 1 | 3                |                          |                          |                          |                          |                          |  |                  |                   |                   |                   |                   |                   |  |          |                  |                  |                  |                  |                  |  |
|  | G4 2                      | Cruzeiro (p.)             | Cruzeiro                  | Cruzeiro                  | 2                         | 1 | 3                | 0                        | 2                        | 2 (5)                    |                          |                          |  |                  |                   |                   |                   |                   |                   |  |          |                  |                  |                  |                  |                  |  |
|  | G4 2                      | Cruzeiro (p.)             |                           |                           |                           |   |                  |                          |                          | 2 (5)                    |                          |                          |  |                  |                   |                   |                   |                   |                   |  |          |                  |                  |                  |                  |                  |  |
|  | G2 2                      | El Nacional               | 1                         | 1                         | 2 (3)                     |   |                  |                          |                          |                          |                          |                          |  |                  |                   |                   |                   |                   |                   |  |          |                  |                  |                  |                  |                  |  |
|  | G2 2                      | El Nacional               | 1                         | 1                         | 2 (3)                     |   |                  |                          |                          |                          |                          |                          |  |                  |                   |                   |                   |                   |                   |  | Cruzeiro | Cruzeiro         | 0                | 1                | 1                |                  |  |
|  |                           |                           |                           |                           |                           |   |                  |                          |                          |                          |                          |                          |  |                  |                   |                   |                   |                   |                   |  | Cruzeiro | Cruzeiro         | 0                | 1                | 1                |                  |  |
|  |                           |                           | Sporting Cristal          | Sporting Cristal          | 0                         | 0 | 0                |                          |                          |                          |                          |                          |  |                  |                   |                   |                   |                   |                   |  |          |                  |                  |                  |                  |                  |  |
|  | G2 1                      | Vélez Sarsfield           | Sporting Cristal          | Sporting Cristal          | 0                         | 0 | 0                | 0                        | 0                        | 0                        |                          |                          |  |                  |                   |                   |                   |                   |                   |  |          |                  |                  |                  |                  |                  |  |
|  | G2 1                      | Vélez Sarsfield           |                           |                           |                           |   |                  |                          |                          | 0                        |                          |                          |  |                  |                   |                   |                   |                   |                   |  |          |                  |                  |                  |                  |                  |  |
|  | G4 3                      | Sporting Cristal          | 0                         | 1                         | 1                         |   |                  |                          |                          |                          |                          |                          |  |                  |                   |                   |                   |                   |                   |  |          |                  |                  |                  |                  |                  |  |
|  | G4 3                      | Sporting Cristal          | 0                         | 1                         | 1                         |   | Sporting Cristal | Sporting Cristal         | 1                        | 3                        | 4                        |                          |  |                  |                   |                   |                   |                   |                   |  |          |                  |                  |                  |                  |                  |  |
|  |                           |                           |                           |                           |                           |   | Sporting Cristal | Sporting Cristal         | 1                        | 3                        | 4                        |                          |  |                  |                   |                   |                   |                   |                   |  |          |                  |                  |                  |                  |                  |  |
|  |                           |                           | Bolívar                   | Bolívar                   | 2                         | 0 | 2                |                          |                          |                          |                          |                          |  |                  |                   |                   |                   |                   |                   |  |          |                  |                  |                  |                  |                  |  |
|  | G1 1                      | Bolívar                   | Bolívar                   | Bolívar                   | 2                         | 0 | 2                | 1                        | 7                        | 8                        |                          |                          |  |                  |                   |                   |                   |                   |                   |  |          |                  |                  |                  |                  |                  |  |
|  | G1 1                      | Bolívar                   |                           |                           |                           |   |                  |                          |                          | 8                        |                          |                          |  |                  |                   |                   |                   |                   |                   |  |          |                  |                  |                  |                  |                  |  |
|  | G3 3                      | Minervén                  | 1                         | 0                         | 1                         |   |                  |                          |                          |                          |                          |                          |  |                  |                   |                   |                   |                   |                   |  |          |                  |                  |                  |                  |                  |  |
|  | G3 3                      | Minervén                  | 1                         | 0                         | 1                         |   |                  |                          |                          |                          |                          |                          |  | Sporting Cristal | Sporting Cristal  | 2                 | 4                 | 6                 |                   |  |          |                  |                  |                  |                  |                  |  |
|  |                           |                           |                           |                           |                           |   |                  |                          |                          |                          |                          |                          |  | Sporting Cristal | Sporting Cristal  | 2                 | 4                 | 6                 |                   |  |          |                  |                  |                  |                  |                  |  |
|  |                           |                           | Racing Club               | Racing Club               | 3                         | 1 | 4                |                          |                          |                          |                          |                          |  |                  |                   |                   |                   |                   |                   |  |          |                  |                  |                  |                  |                  |  |
|  | CV                        | River Plate               | Racing Club               | Racing Club               | 3                         | 1 | 4                | 3                        | 1                        | 4 (3)                    |                          |                          |  |                  |                   |                   |                   |                   |                   |  |          |                  |                  |                  |                  |                  |  |
|  | CV                        | River Plate               |                           |                           |                           |   |                  |                          |                          | 4 (3)                    |                          |                          |  |                  |                   |                   |                   |                   |                   |  |          |                  |                  |                  |                  |                  |  |
|  | G2 3                      | Racing Club (p.)          | 3                         | 1                         | 4 (5)                     |   |                  |                          |                          |                          |                          |                          |  |                  |                   |                   |                   |                   |                   |  |          |                  |                  |                  |                  |                  |  |
|  | G2 3                      | Racing Club (p.)          | 3                         | 1                         | 4 (5)                     |   | Racing Club (p.) | Racing Club (p.)         | 0                        | 1                        | 1 (3)                    |                          |  |                  |                   |                   |                   |                   |                   |  |          |                  |                  |                  |                  |                  |  |
|  |                           |                           |                           |                           |                           |   | Racing Club (p.) | Racing Club (p.)         | 0                        | 1                        | 1 (3)                    |                          |  |                  |                   |                   |                   |                   |                   |  |          |                  |                  |                  |                  |                  |  |
|  |                           |                           | Peñarol                   | Peñarol                   | 1                         | 0 | 1 (2)            |                          |                          |                          |                          |                          |  |                  |                   |                   |                   |                   |                   |  |          |                  |                  |                  |                  |                  |  |
|  | G5 1                      | Peñarol (p.)              | Peñarol                   | Peñarol                   | 1                         | 0 | 1 (2)            | 0                        | 3                        | 3 (3)                    |                          |                          |  |                  |                   |                   |                   |                   |                   |  |          |                  |                  |                  |                  |                  |  |
|  | G5 1                      | Peñarol (p.)              |                           |                           |                           |   |                  |                          |                          | 3 (3)                    |                          |                          |  |                  |                   |                   |                   |                   |                   |  |          |                  |                  |                  |                  |                  |  |
|  | G5 2                      | Millonarios               | 2                         | 1                         | 3 (2)                     |   |                  |                          |                          |                          |                          |                          |  |                  |                   |                   |                   |                   |                   |  |          |                  |                  |                  |                  |                  |  |
|  | G5 2                      | Millonarios               | 2                         | 1                         | 3 (2)                     |   |                  |                          |                          |                          |                          |                          |  |                  |                   |                   |                   |                   |                   |  |          |                  |                  |                  |                  |                  |  |
|  |                           |                           |                           |                           |                           |   |                  |                          |                          |                          |                          |                          |  |                  |                   |                   |                   |                   |                   |  |          |                  |                  |                  |                  |                  |  |

- Nota: En cada llave, el equipo que ocupa la primera línea es el que definió la serie como local.
- Nota 2: En las llaves de octavos de final, a cada equipo se le indica "Gx p", donde p es la posición final que ocupó en el grupo x de la fase de grupos.

### Octavos de final
| 7 de mayo de 1997 | Nacional   | 1:3 (0:1) | Colo-Colo                                   | Estadio Centenario, Montevideo                             |                                                            |
|                   | Recoba 70' |           | 13' González · 81' Barticciotto · 82' Basay | Asistencia: 20 000 espectadores Árbitro(s): Daniel Giménez | Asistencia: 20 000 espectadores Árbitro(s): Daniel Giménez |

| 14 de mayo de 1997 | Colo-Colo   | 1:2 (0:1) | Nacional                   | Estadio Monumental, Santiago                                |                                                             |
|                    | Vergara 56' |           | 45' Kanapkis · 48' Barilko | Asistencia: 13 554 espectadores Árbitro(s): Rafael Sanabria | Asistencia: 13 554 espectadores Árbitro(s): Rafael Sanabria |

| 6 de mayo de 1997 | Universidad Católica      | 4:0 (1:0) | Oriente Petrolero | Estadio San Carlos de Apoquindo, Santiago |                             |
|                   | Acosta 12', 70', 78', 89' |           |                   | Árbitro(s): Bonifacio Nuñez               | Árbitro(s): Bonifacio Nuñez |

| 14 de mayo de 1997 | Oriente Petrolero | 1:5 (0:2) | Universidad Católica                          | Estadio Juan Carlos Durán, Santa Cruz |                            |
|                    | Raúl Medeiros 90' |           | 4', 43', 55' Bisconti · 63' Lunari · 79' Caté | Árbitro(s): Víctor Mayorga            | Árbitro(s): Víctor Mayorga |

| 23 de abril de 1997 | Guaraní        | 2:1 (1:0) | Grêmio          | Estadio Defensores del Chaco, Asunción |                           |
| 22:10 (UTC-3)       | Ovelar 4', 82' |           | 61' André Silva | Árbitro(s): Ángel Sánchez              | Árbitro(s): Ángel Sánchez |

| 6 de mayo de 1997 | Grêmio                                       | 2:1 (0:0) (2:1 p.)         | Guaraní                                   | Estadio Olímpico Monumental, Porto Alegre |                            |
|                   | Nunes 63' · Gral 89'                         |                            | 86' Ovelar                                | Árbitro(s): Gustavo Méndez                | Árbitro(s): Gustavo Méndez |
|                   |                                              | Tiros desde el punto penal |                                           |                                           |                            |
|                   | Dinho · Galvão · Carlos Miguel · Gral · Arce |                            | Sotelo · Romero · Soto · Delgado · Almada |                                           |                            |

| 7 de mayo de 1997 | El Nacional | 1:0 (0:0) | Cruzeiro | Estadio Olímpico Atahualpa, Quito  |                                    |
|                   | Chalá 73'   |           |          | Árbitro(s): Alberto Tejada Noriega | Árbitro(s): Alberto Tejada Noriega |

| 14 de mayo de 1997 | Cruzeiro                                           | 2:1 (1:0) (5:3 p.)         | El Nacional                       | Estadio Mineirão, Belo Horizonte |                          |
|                    | Ramos 61', 69'                                     |                            | 89' Arroyo                        | Árbitro(s): Hugo Cordero         | Árbitro(s): Hugo Cordero |
|                    |                                                    | Tiros desde el punto penal |                                   |                                  |                          |
|                    | Ramos · Ricardinho · Fabinho · Teixeira · Gottardo |                            | Arroyo · Rosero · Ordóñez · Chalá |                                  |                          |

| 23 de abril de 1997 | Sporting Cristal | 0:0 (0:0) | Vélez Sarsfield | Estadio Nacional, Lima       |  |
|                     |                  |           |                 | Árbitro(s): John Toro Rendón |  |

| 8 de mayo de 1997 | Vélez Sarsfield | 0:1 (0:0) | Sporting Cristal | Estadio José Amalfitani, Buenos Aires |                                  |
|                   |                 |           | 88' Soto         | Árbitro(s): Mario Sánchez Yantén      | Árbitro(s): Mario Sánchez Yantén |

| 23 de abril de 1997 | Minervén     | 1:1 (0:0) | Bolívar      | Estadio Cachamay, Ciudad Guayana |                          |
|                     | Chirinos 63' |           | 89' Castillo | Árbitro(s): Felipe Russi         | Árbitro(s): Felipe Russi |

| 7 de mayo de 1997 | Bolívar                                                      | 7:0 (3:0) | Minervén | Estadio Jesús Bermúdez, Oruro |                          |
|                   | Vidal 4', 9', 63' (pen.), 70' · João 36', 46' · Castillo 76' |           |          | Árbitro(s): Byron Moreno      | Árbitro(s): Byron Moreno |

| 23 de abril de 1997 | Racing Club                 | 3:3 (2:3) | River Plate                                           | Estadio Presidente Perón, Avellaneda |                              |
|                     | Úbeda 1', 78' · Córdoba 36' |           | 12' Gallardo · 38' (pen.) Francescoli · 44' Monserrat | Árbitro(s): Horacio Elizondo         | Árbitro(s): Horacio Elizondo |

| 7 de mayo de 1997 | River Plate                         | 1:1 (1:1) (3:5 p.)         | Racing Club                                  | Estadio Monumental, Buenos Aires |                              |
|                   | Francescoli 8'                      |                            | 2' Fuertes                                   | Árbitro(s): Javier Castrilli     | Árbitro(s): Javier Castrilli |
|                   |                                     | Tiros desde el punto penal |                                              |                                  |                              |
|                   | Francescoli · Trotta · Ayala · Díaz |                            | González · Brusco · Netto · Capria · Delgado |                                  |                              |

| 23 de abril de 1997 | Millonarios                     | 2:0 (0:0) | Peñarol | Estadio El Campín, Bogotá  |                            |
|                     | Pérez 55' (pen.) · Mosquera 84' |           |         | Árbitro(s): Roger Zambrano | Árbitro(s): Roger Zambrano |

| 6 de mayo de 1997 | Peñarol                                 | 3:1 (2:0) (3:2 p.)         | Millonarios                                    | Estadio Centenario, Montevideo |                            |
|                   | Pacheco 20' · Aguilera 42' · Romero 67' |                            | 80' (pen.) Pérez                               | Árbitro(s): Robert Troxler     | Árbitro(s): Robert Troxler |
|                   |                                         | Tiros desde el punto penal |                                                |                                |                            |
|                   | Bengoechea · Romero · García · de Lima  |                            | Pérez · Domínguez · Rivas · Mosquera · Ramírez |                                |                            |

### Cuartos de final
| 21 de mayo de 1997 | Universidad Católica      | 2:1 (2:0) | Colo-Colo        | Estadio Nacional, Santiago                                    |                                                               |
|                    | Bisconti 13' · Acosta 41' |           | 64' (pen.) Basay | Asistencia: 29 800 espectadores Árbitro(s): Luis Mariano Peña | Asistencia: 29 800 espectadores Árbitro(s): Luis Mariano Peña |

| 28 de mayo de 1997 | Colo-Colo                                  | 3:1 (1:1) | Universidad Católica | Estadio Monumental, Santiago                                     |                                                                  |
|                    | Vergara 5' · Sierra 51' · Basay 64' (pen.) |           | 11' Acosta           | Asistencia: 45 000 espectadores Árbitro(s): Mario Sánchez Yantén | Asistencia: 45 000 espectadores Árbitro(s): Mario Sánchez Yantén |

| 27 de mayo de 1997 | Cruzeiro                        | 2:0 (2:0) | Grêmio | Estadio Mineirão, Belo Horizonte |                             |
|                    | Elivélton 1' · Alex Mineiro 29' |           |        | Árbitro(s): Antônio Pereira      | Árbitro(s): Antônio Pereira |

| 3 de junio de 1997 | Grêmio                     | 2:1 (0:0) | Cruzeiro    | Estadio Olímpico Monumental, Porto Alegre |                              |
|                    | Galvão 69' · Zé Alcino 83' |           | 60' Fabinho | Árbitro(s): Cláudio Cerdeira              | Árbitro(s): Cláudio Cerdeira |

| 21 de mayo de 1997 | Bolívar                       | 2:1 (1:0) | Sporting Cristal | Estadio Jesús Bermúdez, Oruro                            |                                                          |
|                    | Jiguchi 44' (pen.) · João 76' |           | 83' Bonnet       | Asistencia: 17 126 espectadores Árbitro(s): Hugo Cordero | Asistencia: 17 126 espectadores Árbitro(s): Hugo Cordero |

| 28 de mayo de 1997 | Sporting Cristal                   | 3:0 (1:0) | Bolívar | Estadio Nacional, Lima                                       |                                                              |
|                    | Solano 32' · Soto 54' · Amoako 66' |           |         | Asistencia: 42 853 espectadores Árbitro(s): Fernando Panesso | Asistencia: 42 853 espectadores Árbitro(s): Fernando Panesso |

| 21 de mayo de 1997 | Peñarol  | 1:0 (1:0) | Racing Club | Estadio Centenario, Montevideo |                            |
|                    | Lima 25' |           |             | Árbitro(s): Márcio Rezende     | Árbitro(s): Márcio Rezende |

| 28 de mayo de 1997 | Racing Club                                      | 1:0 (1:0) (3:2 p.)         | Peñarol                                                      | Estadio Presidente Perón, Avellaneda |                            |
|                    | Capria 4'                                        |                            |                                                              | Árbitro(s): Roger Zambrano           | Árbitro(s): Roger Zambrano |
|                    |                                                  | Tiros desde el punto penal |                                                              |                                      |                            |
|                    | González · Úbeda · Delgado · Serrizuela · Capria |                            | Bengoechea · Aguirregaray · de los Santos · Pereira · Romero |                                      |                            |

### Semifinales
| 23 de julio de 1997, 21:40 (UTC-3) | Cruzeiro | 1:0 (1:0) | Colo-Colo | Estadio Mineirão, Belo Horizonte                        |                                                         |
|                                    | Ramos 6' |           |           | Asistencia: 31 246 espectadores Árbitro(s): René Ortubé | Asistencia: 31 246 espectadores Árbitro(s): René Ortubé |

| 30 de julio de 1997, 20:40 (UTC-4) | Colo-Colo                         | 3:2 (1:1) (1:4 p.)         | Cruzeiro                                | Estadio Monumental, Santiago                              |                                                           |
|                                    | Basay 20', 47' (pen.), 52' (pen.) |                            | 28' Ramos · 64' Cleisson                | Asistencia: 40 000 espectadores Árbitro(s): Ubaldo Aquino | Asistencia: 40 000 espectadores Árbitro(s): Ubaldo Aquino |
|                                    |                                   | Tiros desde el punto penal |                                         |                                                           |                                                           |
|                                    | Basay · Espina · Sierra           |                            | Ricardinho · Donizete · Fabinho · Ramos |                                                           |                                                           |

| 23 de julio de 1997 | Racing Club                     | 3:2 (1:1) | Sporting Cristal      | Estadio Presidente Perón, Avellaneda |                              |
| 21:10 (UTC-3)       | Vilallonga 30' · Úbeda 54', 60' |           | 42' Soto · 85' Bonnet | Árbitro(s): Gustavo Gallesio         | Árbitro(s): Gustavo Gallesio |

| 30 de julio de 1997, 20:10 (UTC-5) | Sporting Cristal                              | 4:1 (2:1) | Racing Club | Estadio Nacional, Lima       |                              |
|                                    | Bonnet 5', 57' · Rivera 41' · Solano 71' (TL) |           | 35' Delgado | Árbitro(s): John Toro Rendón | Árbitro(s): John Toro Rendón |

### Final
| Ida; 6 de agosto de 1997, 20:00 (UTC-5) | Sporting Cristal | 0:0 | Cruzeiro | Estadio Nacional, Lima                                   |  |
|                                         |                  |     |          | Asistencia: 45 944 espectadores Árbitro(s): Byron Moreno |  |

| Vuelta; 13 de agosto de 1997, 21:45 (UTC-3) | Cruzeiro      | 1:0 (0:0) | Sporting Cristal | Estadio Mineirão, Belo Horizonte                             |                                                              |
|                                             | Elivélton 75' |           |                  | Asistencia: 95 472 espectadores Árbitro(s): Javier Castrilli | Asistencia: 95 472 espectadores Árbitro(s): Javier Castrilli |

|                             |
| Bandera de Brasil           |
| Campeón Cruzeiro 2.º título |

## Estadísticas

### Goleadores
| Jugador                | Club                 | Goles |
| ---------------------- | -------------------- | ----- |
| Alberto Acosta         | Universidad Católica | 11    |
| Antonio Vidal González | Bolívar              | 9     |
| Ivo Basay              | Colo-Colo            | 8     |
| David Bisconti         | Universidad Católica | 7     |
| Hugo Ovelar            | Guaraní              | 7     |
| Ricardo Pérez          | Millonarios          | 5     |
| Patricio Camps         | Vélez Sarsfield      | 5     |

## Tabla General
| Equipo | Equipo               | Pts | PJ | PG | PE | PP | GF | GC | Dif |
| ------ | -------------------- | --- | -- | -- | -- | -- | -- | -- | --- |
| 1      | Cruzeiro             | 22  | 14 | 7  | 1  | 6  | 15 | 12 | +3  |
| 2      | Sporting Cristal     | 19  | 14 | 5  | 4  | 5  | 15 | 12 | +3  |
| 3      | Colo-Colo            | 25  | 12 | 8  | 1  | 3  | 23 | 13 | +10 |
| 4      | Racing Club          | 15  | 12 | 4  | 3  | 5  | 16 | 18 | –2  |
| 5      | Grêmio               | 18  | 10 | 6  | 0  | 4  | 15 | 9  | +6  |
| 6      | Peñarol              | 18  | 10 | 6  | 0  | 4  | 16 | 14 | +2  |
| 7      | Universidad Católica | 17  | 10 | 5  | 2  | 3  | 27 | 11 | +16 |
| 8      | Bolívar              | 17  | 10 | 5  | 2  | 3  | 25 | 15 | +10 |
| 9      | Vélez Sarsfield      | 14  | 8  | 4  | 2  | 2  | 10 | 6  | +4  |
| 10     | Millonarios          | 13  | 8  | 4  | 1  | 3  | 13 | 11 | +2  |
| 11     | El Nacional          | 12  | 8  | 4  | 0  | 4  | 7  | 9  | –2  |
| 12     | Guaraní              | 11  | 8  | 3  | 2  | 3  | 11 | 14 | –3  |
| 13     | Nacional             | 10  | 8  | 3  | 1  | 4  | 9  | 13 | –4  |
| 14     | Oriente Petrolero    | 8   | 8  | 2  | 2  | 4  | 10 | 19 | –9  |
| 15     | Minervén             | 8   | 8  | 2  | 2  | 4  | 4  | 17 | –13 |
| 16     | River Plate          | 2   | 2  | 0  | 2  | 0  | 4  | 4  | 0   |
| 17     | Cerro Porteño        | 7   | 6  | 2  | 1  | 3  | 7  | 8  | –1  |
| 18     | Deportivo Cali       | 5   | 6  | 1  | 2  | 3  | 9  | 10 | –1  |
| 19     | Emelec               | 5   | 6  | 1  | 2  | 3  | 7  | 10 | –3  |
| 20     | Alianza Lima         | 5   | 6  | 1  | 2  | 3  | 2  | 9  | –7  |
| 21     | Mineros de Guayana   | 2   | 6  | 0  | 2  | 4  | 2  | 13 | –11 |